# Střední škola umění a designu a Vyšší odborná škola Brno

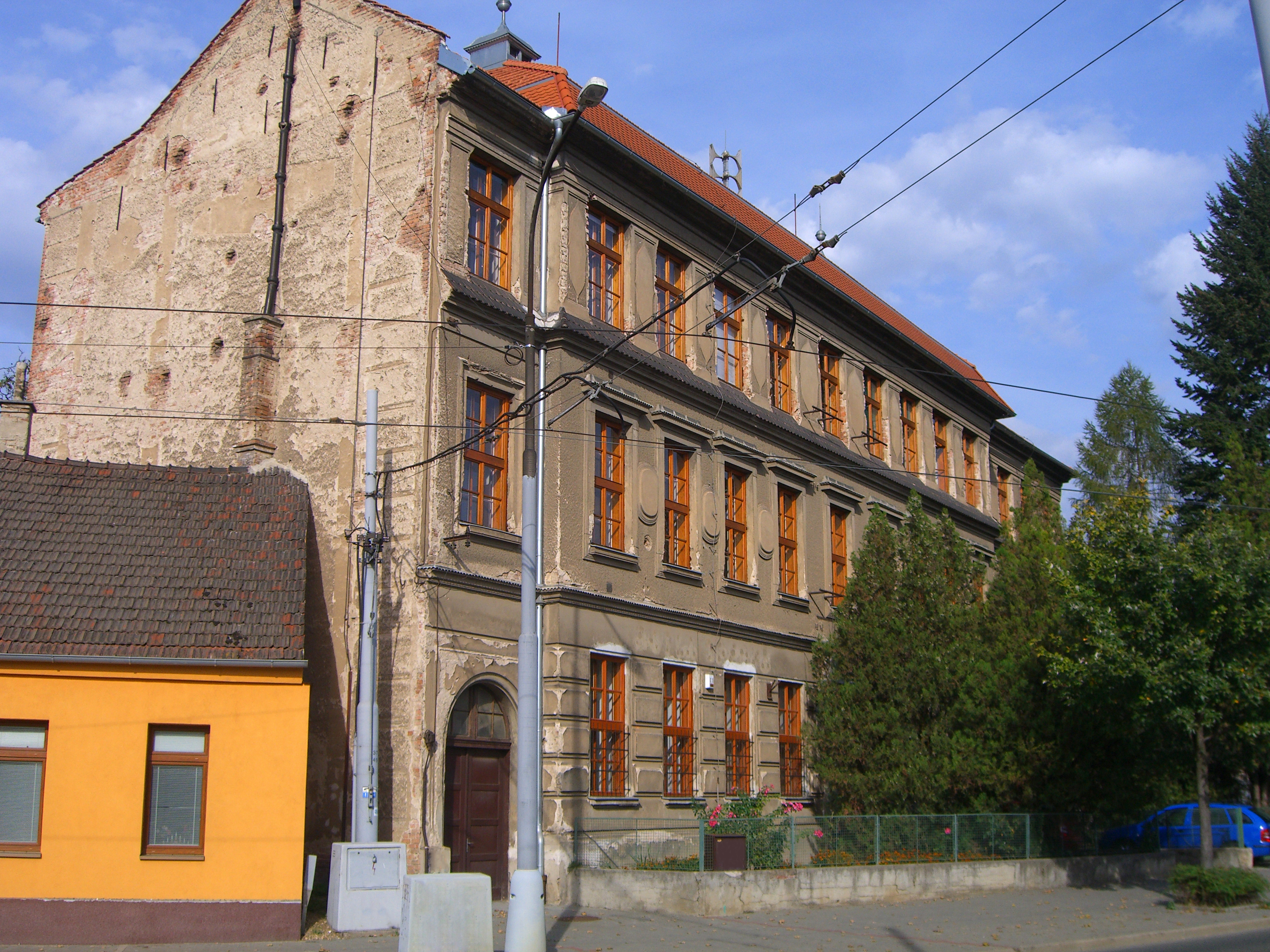
Bývalá budova Vyšší odborné školy restaurátorské v Obřanské ulici

Střední škola umění a designu a Vyšší odborná škola Brno (SŠUD a VOŠ Brno) vznikla 1. prosince 2012 jako umělecká vzdělávací instituce sloučením dvou středních škol se samostatnými dlouholetými tradicemi a dvou vyšších odborných škol v Brně, svůj současný název nese od 1. července 2015.

## Historie

### Historie průmyslové školy textilní
- 1852 – Obchodní a živnostenská komora v Brně zřídila Řemeslnickou školu s přádelnickým a tkalcovským oddělením pro výchovu odborných dělníků a dílovedoucích. Vyučovalo se formou večerních kurzů v sobotu a v neděli v německém a českém jazyce.[3]
- 17. 7. 1860 – založena Moravská vyšší tkalcovská škola (Mährische Höhere Webereischule), která sídlila na ulicích Trnité a později Bratislavské[3][4]
- 1890 – Vlastní odborná škola pro tkalcovství a manufakturní kresličství (Eigentliche Fachschule für Weberei und Manufakturzeichen) začíná sídlit v budově na Francouzské, která byla postavena architektem a stavitelem Josefem Nebehostenym a dokončena v roce 1898
- 1899 – změna názvu na C.k. textilní učiliště (K.k. Lehranstalt für Textilindustrie)
- 1919 – založeno České oddělení státní vyšší textilní školy, sídlí vedle Francouzské také na nám. 28. října 1. Souběžně existovala německá část školy.[5]
- 1922 – změna názvu školy na České státní učiliště pro textilní průmysl
- 1930 – změna názvu školy na I. státní průmyslová škola textilní, II. státní průmyslová škola textilní (Zweite staatliche Textilgewerbeschule) je německá
- 1931 – změna názvu školy na I. státní československá průmyslová škola textilní
- 1935 – změna názvu školy na Státní průmyslová škola textilní, škola má také budovu na dnešní Lazaretní ul.
- 1939 – po okupaci změny názvu školy na Státní česká průmyslová škola textilní (29. 4. 1939) a v září téhož roku na Česká průmyslová škola textilní
- 1940 – změna názvu školy na Průmyslová škola textilní, česká škola se přestěhovala do budovy na ulici U lazaretu 6/8 (dnes Lazaretní), na Francouzské zůstala část německá (Deutsche Staatslehranstalt für Textilindustrie)
- 1941 – změna názvu školy na Vyšší průmyslová škola textilní, v důsledku války výuka probíhala celkem v osmi budovách po městě
- 1946 – změna názvu školy na Státní průmyslová škola textilní, od září se škola vrátila do budovy na Francouzské, dočasně pokračuje také výuka na Lazaretní
- 1948 – změna názvu školy na Průmyslová škola textilní
- 1949 – změna názvu školy na Vyšší průmyslová škola textilní (do roku 1953), později se mění název na Střední průmyslová škola textilní (SPŠT) a poté na Střední škola stylu a módy
- 1996 – změněna zřizovací listina k založení vyššího odborného vzdělávání pod novým názvem Střední průmyslová škola a Vyšší odborná škola textilní. Na vyšší odborné škole se poprvé otevírají obory "Výrobní a obchodní manažer textilu" a "Textilní výtvarník" a v následujícím roce obor "Textilní technologické procesy"
- 2001 – vzhledem k nedostačující kapacitě je komplex školy rozšířen o zrekonstruovanou budovu Francouzská 99
- 2006 – od školního roku 2006/2007 dochází ke změně názvu na Vyšší odborná škola oděvního designu a managementu a Střední uměleckoprůmyslová škola textilní (VOŠ a SUPŠ Brno)

### Historie uměleckoprůmyslové školy
- 1924 – Obchodní a živnostenská komora v Brně založila Školu uměleckých řemesel (ŠUŘ Brno, zvaná "šuřka"). Původní, postupně realizovaný učební plán zahrnoval po přípravce (kresba a modelování) 9 oborů – dekorativní malba; drobná plastika a sklo; dřevořezba, intarzie a hračka; nábytek a interiéry; práce v kameni a štuku; práce v kovu, rytectví a cizelérství; knihařství, ozdobnictví a práce v kůži; výšivka, krajka a aplikace; grafika, typografie a umělecká fotografie.
- 1943 – do tohoto roku škola sídlila v horním patře budovy dnešní Moravské galerie (Husova 14), v posledních letech války a po ní byly učebny v různých náhradních prostorách (Česká 4, Na pískách 8, Mlýnská 8, Nadační 6, Cejl 34, Cihlářská 19)
- 1948 – změna názvu školy na Škola uměleckého průmyslu (ŠUP), zavedena poprvé maturita
- 1949 – změna názvu školy na Vyšší škola uměleckého průmyslu, škola začala sídlit v budově Husova 10[6], která byla postavena v letech 1896–1897 podle návrhu rakouského architekta Ferdinanda Hracha (1862 Vídeň – 1946 Kleinzell / Rak.) a sídlila zde původně Vyšší obchodní škola (Höhere Handelsschule).[7]
- 1950 – školu tvořilo 6 oddělení – užité malby, propagační grafiky, průmyslové fotografie, prostorového výstavnictví, drobného uměleckého průmyslu,   keramiky a užité plastiky; textilní obory byly převedeny na textilní průmyslovku.
- 1961 – změna názvu školy na Střední umělecko-průmyslová škola
- 1991 – škola se částečně vrátila k původnímu názvu a přejmenovala se na Střední školu uměleckých řemesel (SŠUŘ), po otevření pomaturitního studia konzervátorství a restaurátorství v roce 1994 na Střední a Vyšší školu uměleckých řemesel nakonec si změnila název na Střední škola umění a designu

#### Ředitelé uměleckoprůmyslové školy od roku 1924
- 1924–1938 Stanislav Josef Sochor
- 1938–1939 Emanuel Hrbek (zastupující ředitel)
- 1939–1945 Josef Vydra
- 1945 František Süsser (zastupující ředitel)
- 1945–1946 Josef Vydra
- 1946–1948 Zdeněk Juna
- 1948–1950 Oldřich Bárta
- 1950–1959 Josef Umlášek
- 1959–1963 Jan Šebela
- 1963–1982 Jan Maria Najmr
- 1982–1990 Vladimír Židlický
- 1990 Antonín Odehnal
- 1990–1999 Petr Haimann
- 1999–2021 Pavel Luffer
- 2021–2022 Petra Černínová
- 2022–2023 Petr Polášek (zastupující ředitel)
- 2023–dosud Tomáš Rybníček

#### Významní pedagogové uměleckoprůmyslové školy
- 1924–1948  Emanuel Hrbek, František Süsser, Václav Vokálek, Viktor Oppenheimer, Karel E. Ort, Jan Šembera, Anna Rosová-Vokálková, Petr Dillinger, Jan Lichtág, Božena Horneková-Rothmayerová, František Plhoň, Jiří Auermüller, František Myslivec, Františka Šerá, Jaroslav Bouček, Josef Vydra, Zdeněk Rossmann, Emanuel Margold, František Malý, Karel Langer, Jindřich Svoboda, Josef Novák, František Kaláb, Marie Waltrová, František Kalivoda, Jan Brukner, Josef Šálek, Karel Jílek, František Knajfl, Zdeněk Juna, Bohdan Lacina
- 1948–1989  Karel Otto Hrubý, Oldřich Staněk, Vítězslav Tučný, Emanuel Ranný, Otakar Zemina, Jan Maria Najmr, Antonín Odehnal, Alena Konečná, Jiří Hadlač, Antonín Jero, Dalibor Chatrný, Ivan Chatrný, František Šenk, František Navrátil, Ladislav Martínek, František Chmelař, Jan Rajlich, Jan Rajlich ml., Vladimír Smrčka, Jiří Šindler, Marie Filippovová, Jiří Coufal, Pavel Adamec, Antonín Hinšt, Vladimír Židlický, František Maršálek, Pavel Dias, František Chrástek, Jaroslav Milfajt, Petr Veselý, Pavel Buchta, Jiří Víšek, Martin Vybíral, Pavel Dvorský

#### Významní absolventi uměleckoprůmyslové školy
- Nikos Armutidis, Irena Armutidisová, Irena Armutidisová (1988), Petr Babák, Zdeňka Bauerová, Tomáš Beran, Otmar Brancuzský, Bratrstvo (fotografická skupina), Pavel Buchta, Miloš Cvach, Aleš Čuma, Josef Daněk, Pavel Dias, Vladimír Drápal, Jiří Drlík, Pavel Dvorský, Jiří Eliška, Patricie Fexová, Rudolf Fila, Martin Findeis, Jiří Foltýn, Zdeněk Galuška, Ladislav Garaj, Annemarie Dina Gottliebová-Babitt, Milan Grygar, Zdeněk Halla, Robert Hliněnský, Jiří Hlušička, Ivo Houf, Zdena Höhmová, Milivoj Husák, Ivan Chatrný, Libor Jaroš, Václav Jirásek, Irena Jůzová, Jaroslav Kačer, Antonín Kalvoda, Josef Jiří Kamenický, David Karásek, Barbora Klímová, Karel Kobosil, Pavel Korbička, Emil Kotrba, Valér Kováč, František Kowolowski, Vlasta Kratinová, Petr Krejzek, Ivo Krsek, Ester Krumbachová, Jánuš Kubíček, Petr Kvíčala, Lubor Lacina, Aleš Lamr, Jiří Lenhart, Libor Lípa, Petr Lorenz, Rudi Lorenz, Ladislav Martínek, Bohuslava Maříková, František Maxera, Bohumír Matal, Tomáš Medek, Jiřina Medková, František Mertl, Alois Mikulka, Jaroslav Milfajt, Hilda Misurová-Diasová, Roman A. Muselík, Miroslav Myška, Jan Maria Najmr, Pavel Navrátil, Alois Nožička, Antonín Odehnal, Lukáš Orlita, Pavla Pečinková, Jiří Pelcl, Milan Peloušek, Robert Piesen, Marie Plotěná, Viktor Polášek, Jaroslav Prokop, Tomáš Prokop, Bohumír Prokůpek, Emanuel Ranný, Michal Ranný, Teodor Rotrekl, Blahoslav Rozbořil, Martin Rudiš, Pavel Rudolf, Oldřich Rujbr, Jan Sapák, Ivo Sedláček, Jaroslav Sedlář, Zbyšek Sion, Hynek Skoták, Vojtěch V. Sláma, Vladimír Smrčka, Jiří Sobotka, Miroslav Sychra, Kateřina Šedá, Jaromír Šimkůj, Miroslav Šimorda, Petr Šmaha, Vlasta Švejdová, Libuše Švormová, Hugo Táborský, Josef Ťapťuch, Vítězslav Tučný, Ctibor Turba, Inez Tuschnerová, Vladimír Valenta, Petr Veselý, Jan Vičar, Ilona Víchová, Jiří Víšek, Miloš Vlček, Patrik Vlček, Jana Vránová, Martin Vybíral, Ladislav Vychodil, Milan Zezula, Svatopluk Žampa, Dušan Ždímal

### Sloučení škol a současnost
- 1. 1. 2012 - rozhodnutím Jihomoravského kraje byla Střední škola umění a designu se sídlem na Husově ulici a Vyšší odborná škola restaurátorská v Brně–Obřanech sloučena s Vyšší odbornou školou oděvního designu a managementu a Střední uměleckoprůmyslovou školou textilní na Francouzské ulici. 
  - Střední škola umění a designu nabízela vzdělání v oborech malířství, ilustrace a grafického designu, průmyslového designu, užitého umění a užité fotografie a médií.
  - Vyšší odborná škola restaurátorská umožňovala vzdělání v oborech konzervování a restaurování keramiky, konzervování a restaurování nábytku a nepolychromované dřevořezby, konzervování a restaurování malířských a dekorativních technik.
  - Střední škola stylu a módy vzdělávala v oborech designu oděvu, designu interiéru a textilu, obchodního podnikání a propagace.
  - Vyšší odborná škola oděvního designu a managementu s obory oděvního a textilního designu.

- 1. 7. 2015 - vznikl nový jednotný název školy Střední škola umění a designu a Vyšší odborná škola Brno, příspěvková organizace. Výuka probíhá ve dvou budovách –  Husova 10 (kde je ředitelství školy) a Francouzská 101.

## Současné obory

### Střední škola
- malířství
- ilustrace
- fotografie
- nová média
- design oděvu
- ekotextil design
- motion design
- game art
- grafický design
- produktový design
- design interiéru
- design interiéru a textilu

### Vyšší odborná škola
- restaurování nábytku
- restaurování malby
- oděvní a textilní design